# شهرستان گلیدز
شهرستان گلیدز (به انگلیسی: Glades County) یک شهرستان‌های فلوریدا در ایالات متحده آمریکا است که در فلوریدا واقع شده‌است. شهرستان گلیدز ۲٬۵۵۶٫۳۳ کیلومتر مربع مساحت دارد.